# Today the Sun’s on Us
«Today the Sun’s on Us» — песня, записанная британской певицей Софи Эллис-Бекстор для её третьего студийного альбома Trip the Light Fantastic (2007). Она была написана Эллис-Бекстор, Стивом Робсономи, Ниной Вудфорд и спродюсирована Джереми Уитли и Брио Талиаферро. Песня была выпущена 6 августа 2007 и стала последним синглом с альбома.

## Список композиций
- CD Single

1. «Today The Sun’s On Us» (Radio Edit) — 3:45
2. «Duel» — 4:24

- Club Promo

1. «Today The Sun’s On Us» (Richmann Remix) — 6:41
2. «Today The Sun’s On Us» (Richmann Radio Edit) — 4:10
3. «Today The Sun’s On Us» (Radio Edit) — 3:45

## Чарты
| Чарт (2007)                        | Пиковая позиция |
| ---------------------------------- | --------------- |
| Шотландия (Scottish Singles Chart) | 20              |
| Великобритания (UK Singles Chart)  | 64              |